# Тойкіно (Калтасинський район)
То́йкіно (рос. Тойкино, башк. Туйкагурт) — присілок у складі Калтасинського району Башкортостану, Росія. Входить до складу Новокільбахтінської сільської ради.
Населення — 35 осіб (2010; 48 у 2002).
Національний склад:
- удмурти — 56 %
- башкири — 29 %